# Pope (priester)
Pope (Russisch: поп, pop) is een aanduiding voor een priester in de oosters-orthodoxe kerken en in het bijzonder in de Russisch-Orthodoxe Kerk, omdat pope een Russisch woord is en buiten Rusland niet gebruikt wordt. Het woord pope is etymologisch verwant aan het Griekse παππαζ, (pappas), dat eveneens priester betekent.
In tegenstelling tot de situatie in de Rooms-Katholieke Kerk mogen popes trouwen, zij het alleen vóór ze tot diaken (Russisch: Диакон, diakon) gewijd worden. Ze mogen dan ook niet hertrouwen wanneer ze weduwnaar worden. Een ander verschil met het westen is dat popes geen salaris ontvangen: ze leven van de opbrengsten van hun kerk, onder andere van zg. treby (diensten op verzoek van de gelovigen, zoals doop, huwelijkssluiting, ziekenzalving, huiswijding, enz.). In Nederland hebben ze daarom bijna allemaal naast hun ambt een niet-religieuze baan. Daarentegen worden in bijvoorbeeld België en Griekenland orthodoxe priesters betaald door de staat.
In het moderne Russisch is het woord поп ("pope") karakteristiek voor de spreektaal en heeft het niet zelden een negatieve, sarcastische en oneerbiedige connotatie. Men komt dit woord daarom niet tegen in officiële of kerkelijke publicaties, waar men het stilistisch neutrale woord священник [svjaščennik] ("priester") gebruikt. Het zuiver kerkelijke begrip иерей [ierej] (eveneens "priester") wordt doorgaans alleen in kerkelijke kringen gebruikt. In het spraakgebruik wordt formeel отец [otjets] ("vader") en informeel батюшка "batjoesjka" of Батя "batja" gebruikt.
Voor de vrouw van de priester is er tevens een aanspreektitel, die zowel formeel als informeel gebruikt wordt. Haar titel is Matoesjka (Russisch: Матушка; Grieks: Πρεσβυτέρα, Presbytera; Servisch: Пападииа, Papádieja; Oekraïens: Panimatoesjka of Panimatka).
Het is tevens een aanspreekvorm voor een moniale. Voor alle vrouwen die met deze titel benoemd worden drukt het achting en affectie uit. In de diaspora wordt deze titel meer gebezigd dan in de landen van oorsprong. De vrouw van een diaken wordt ook geadresseerd en aangesproken als "Matoesjka" of in het Grieks als Diakonissa.
In het Russisch wordt matoesjka ook gebruikt voor de moeder in de familie.